# حقل أتاكور البركاني
يُعتَبر أتاكور حقلًا بركانيًا متواجدًا في الجزائر، و«أتاكور» هي كلمة من اللغة الطارقية وتعني الجزء المنتَفِخ، وكذلك تعني العُقْدة الموجود آخر شيء ما. ويقع هذا الحقل في سلسلة جبال هقار، ويتكون من عدة خصائص بركانية مثل تدفُّق الحِمَم، بالإضافة إلى ما يقارب ال450 شقَّا بركانيًا تشكل مشهدًا خلَّابًا.
ويعدّ أتاكور أحد أكبر الحقول البركانية في هذه المنطقة الجبلية، حيث يتموضع الحقل على منطقة تكوًّن جبال، كما أن النشاط البركاني فيه أدى إلى تشكّل صخور البازلت والتراكيت والفونولايت. وقد شهد هذا الحقل نشاطًا بركانيًا في عدة حقبات زمنية، حيث ابتدأ منذ 20 مليون سنة، واستمر إلى حقبة الهولوسين. أما في الوقت الحاضر، يشهد الحقل نشاطًا دخانيًا.

## الجغرافيا والجيومورفولوجيا
يقع الحقل في سلسلة جبال هقار، وتصل ارتفاعات التضاريس فيه إلى 3000 متر بالرغم من أن الصخور البركانية تشكل السطح الخارجي منها فقط. وتتخذ التربة شكلًا صحراويًا. ويعتبر الحقل أنه ذو منظر خلَّاب، حيث ترتفع القمم والقَصَبَات البركانية فوق التضاريس المحيطة.
ويتكون الحقل من قباب الحمم البركانية، ومناطق متكونة من تدفق الحمم، والفوَّهات البركانية، ومَخاريط الرماد، والقصبات البركانية التي تغطي ما يقارب 2500 كيلو متر مربع بحجم يصل إلى 250 كيلو متر مكعب من الصخور البركانية. وتشكل صخور البازلت هضبة سميكة طولها 400 متر، بالإضافة إلى أخاديد عميقة تقود إلى الحقل البركاني وتفصل جبال الهقار إلى عدة أقسام. وتتفرع عدة أودية من الحقل البركاني، حيث كان بعضها يصل إلى بحيرة تشاد في الماضي، أما الأودية الأخرى فتكمل طريقها عبر العرق الشرقي الكبير باتجاه شط ملغيغ.
ويوجد في أتاكور ما يقارب ال450 مركزًا بركانيًا حديثًا، تشكل قباب الحمم البركانية 400 منها، أما ال50 الباقية فهي براكين طبقية تضم مخاريطًا بركانية حديثة ترافقها تدفقات للحمم البركانية يصل طولها إلى 20 كيلو مترًا. وتعبتر قمَّتي أَسِكْرام (Assekrem) وتاهات (Tahat) من بين البراكين الأقدم في أتاكور، وتعبر قمة تاهات أعلى قمة في سلسلة جبال هقار. بعض البراكين يمتلك في أتاكور يمتلك فوهة، وبعضها فوهتين، أما باقي البراكين فقد استمرت بالثوران حتى لم يبقَ منها سوى القصبات البركانية، بينما تحتوي قباب الحمم البركانية العديد من الأشكال تتراوح من الأعمدة شديدة الانحدار وصولًا إلى تدفقات الحمم القصيرة والسميكة، ويعود الفضل لهذه الأشكال في الحصول على منظر طبيعي خلّاب في أتاكور. وقد اخترقت بعض القباب والقصبات طبقات بازلتية قديمة. ومن الأمثلة على البراكين الطبقية هو مخروط وادي تيمورتي (Oued Temorte cone)، وهو ذو ارتفاع يصل إلى 300 متر وعرض يصل إلى 800 متر وقد أطلق أكثر من 10 كيلومترات من الحمم المتدفقة. كما أطلق خبثًا، ورمادًا بركانيًا، ولويبات.

## الجيولوجيا
أتاكور هو أحد مجموعة الحقول البركانية في سلسلة جبال هقار حول مدينة تامنراست التي تضم 4 حقول بركانية أخرى غير أتاكور. ويوجد هناك أمواج زلزالية ضعيفة تعزز من الاعتقاد بوجود أتاكور في الوشاح، ولكنها لا تظهر لتعكس وجود بقعة ساخنة.
و تشكل صخور ما قبل الكمبري قاعدة المكان، حيث تشكل تضخمًا طوله 1 كيلو متر معروف باسم تضخم هقار، وهو جزء من درع الطوارق التابع لحقبة الطلائع الحديثة، ودرع الطوارق هو تشكيل جيولوجي يقع ما بين القشرة القارية غرب إفريقية والقشرة القارية الكبيرة في الجزء الشمالي المركزي في إفريقيا. وتبرز هذه القاعدة في الأودية شديدة العمق التي يظهر بأنها أحدث من النشاط البركاني في منطقة هقار. وتحدث العديد من الفوالق النشطة عبر المنطقة.
و قد أطلق أتاكور خلال ثورانه صخور البازلت (basalts) والفونوليت (phonolite) والتراكيت (trachyte). وهناك نوعين من البازلت: البازلت القلوي، والبازينيت (basanite)، وتشكل صخور البازلت 80% من كل الصخور البركانية في أتاكور، وهناك نسب قليلة من صخور البينمورايت (Benmoreite)، والهاوايت (Hawaiite)، والريولايت. وهناك بلورات بارزة في بعض الصخور تضم مجموعة الأمفيبول، والبيروكسين، والأوليفين، والزركون. ويظهر أن الصخور البركانية تشكلت أساسًا بسبب الانصهارات التي حدثت في منقطة عمود وشاح.

### تاريخ النشاط البركاني
حدث النشاط البركاني في أتاكور في فترة تمتد من 20-12 مليون عامًا مضى، وفي فترة من 6.7-4.2 مليون عامًا مضى، ومن 1.95 مليون عام مضى إلى يومنا هذا، وقد حدث معظم النشاط البركاني في الفترة الأولى من العصر البروديغالي والعصر السيرافالي. أما الفترة الثانية والثالثة من النشاط البركاني فقد صاحبها تكوين للجبال أيضًا. وقد أطلق النشاط البركاني صخور الفونوليت والتراكيت، ثم لاحقًا أطلق البازلت، بالرغم من ذلك يعتقد بأن بازلت الفيضانات تشكلت في العصر الثالث الأقدم، وأن النشاط البركاني الذي أطلق الفونولايت والتراكيت قد حدث بعد النشاط البركاني البازلتي. وتعبتر البراكين الطبقية مع ما يصاحبها من تدفق الحمم من أحدث مظاهر النشاط البركاني في أتاكور.
و قد استمر النشاط في الهولوسين، حيث تغطي الحمم المتدفقة معالم حقبة الهولوسين كرواسب البحيرات ذات عمر ال10 آلاف عامًا، والفخار. ويطلق التراث الشفهي الطارقي على جبال هقال اسم «جبال النار»، مما يدل أن الطوارق شهدوا نشاطًا بركانيًا. ويدل الشذوذ في تدفق المحلي الحرارة، والدخان المتصاعد نادر الحدوث، والموجات الزلزالية التي يتم رصدها على أن النشاط البركاني لا يزال قائمًا.

## المناخ والتاريخ
يقع أتاكور في منقطة مدارية (جنوب مدار السرطان) ومرتفعة. وتحدث الأمطار بشكل متكرر أكثر من الصحراء المحيطة، كما يمكن أن يهطل على هيئة ثلج في الشتاء. ويكون معدل سقوط الأمتار السنوي في قمة أسِكرام من 100-150 مللي مترًا. وقد كان معدل هطول الأمطار مؤثرًا فيما مضى أكثر من الآن، كالعصر الحجري القديم حيث تشكلت تضاريس ناتجة من التعرية الثلجية على ارتفاع 2000 متر، بالإضافة إلى الركام الجليدي مثل قمة تاهات. أما آخر فترة كانت فيها المنطقة غارقة في المياه والجليد كانت العصر الحجري الحديث.
أما الحياة النباتية في أتاكور فيتم تقسيمها إلى 3 أحزمة، أولها الحزام السوداني المنخفض حيث يقع على ارتفاع 1700-1800 متر ويضم الأشجار والشجيرات، ثم حزام البحر الأبيض المتوسط ذي الارتفاع المتوسط حيث يقع على ارتفاع 1800-2400 متر ويضم الزيتون، ثم حزام البحر المتوسط المرتفع حيث يقع على ارتفاع أكثر من 2400 متر، ويضم نبات الظيان اللهبي. ويستخدم حقل أتاكور البركاني كمَرْعى.